# Fragata (Cabo Verde)
Fragata es una localidad caboverdiana del municipio de Tarrafal de São Nicolau.

## Geografía
La localidad está situada en la isla de São Nicolau.

## Organización territorial
La localidad abarca los lugares y barrios de:
- Cruzinha
- Geronimo
- Santa Barbara
- Tope